# Liesmed

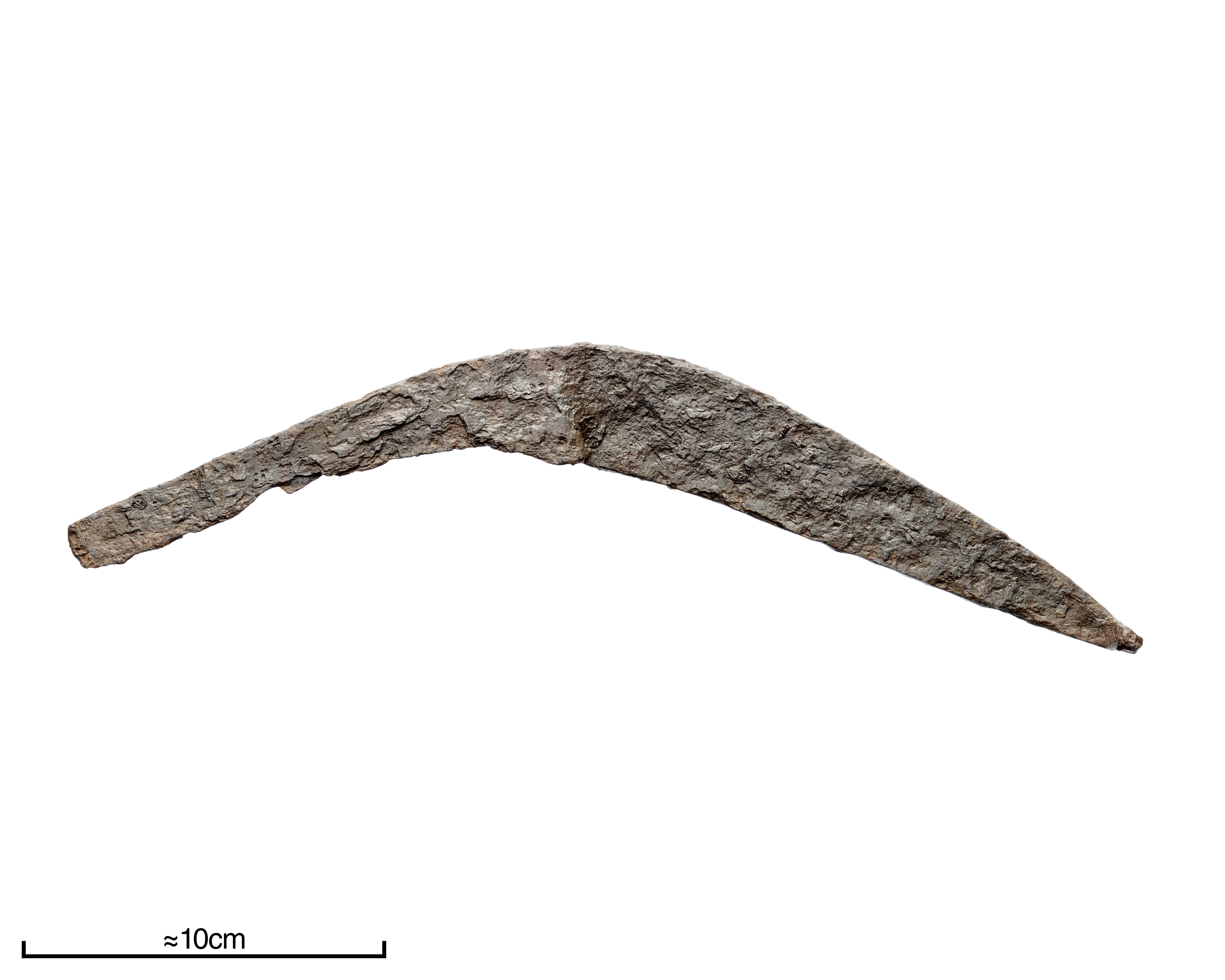
Lie från vikingatiden.

Liesmed var en yrkesbeteckning på de smeder som tillverkade liar.

## Liesmed
En liesmed är en smed som specialiserar sig på att tillverka liar, ett traditionellt redskap som användes för att skörda gräs, spannmål och annan växtlighet före jordbrukets mekanisering. Yrket var särskilt betydelsefullt under förindustriell tid då lien var ett oumbärligt redskap i jordbrukssamhället.

### Arbetsmetoder
Tillverkningen av en lie kräver stor hantverksskicklighet. Bladet smids vanligtvis av järn med en härdad egg av stål. Det måste vara lätt, starkt och välbalanserat för att kunna användas effektivt under längre perioder. Efter smidningen slipas bladet och genomgår så kallad stalning, vilket innebär att eggen tunnas ut och formas med hammare mot ett särskilt städ för att bli tillräckligt tunn och vass för effektiv skörd.
Liesmeder var vanliga i hela Sverige, både som bysmeder och som verksamma vid större järnbruk. I vissa fall användes vattenkraft för att driva sliphjul eller fjäderhammare vid större anläggningar. En välgjord lie kunde användas i decennier och gick ofta i arv mellan generationer.

### Industrialisering
Under 1800-talet industrialiserades liesmidet i viss mån, bland annat genom att större fabriker började masstillverka liar. Trots detta behöll det traditionella hantverket sin plats, särskilt i tillverkningen av liar för professionellt bruk. Ett exempel är Hammerdals lie-fabrik, som grundades 1920 och fortfarande var verksam på 1950-talet. Fabriken tillverkade mellan 1 500 och 2 000 dussin liar varje säsong, och smederna genomgick en lång utbildning för att behärska de cirka trettio arbetsmoment som krävdes för att tillverka en lie.